# Islam a Guinea Bissau
L'islam a Guinea Bissau és la religió predominant del país, en nombre estimat del 50% seguit per aproximadament 1,4 milions dels ciutadans. La gran majoria són sunnites de l'escola de jurisprudència malikita, amb influència sufi. Aproximadament el 6% són xiïtes i el 2% ahmadiyya.